# Izabal
Izabal (špansko Lago de Izabal, znan tudi kot Golfo Dulce – Sladki zaliv) je največje jezero v Gvatemali, ki leži v istoimenski provinci na vzhodu države. Meri približno 48 km v dolžino in 24 km v širino ter je s površino 590 km² tretje največje jezero v Srednji Ameriki (za Nikaragovskim in Managovskim jezerom).
Leži na ravnici, ki jo tvori prelomnica med gorovji Sierra de Santa Cruz in Sierra Chamá na severu ter Sierra de las Minas in Montaiias del Mico na jugu, približno v smeri vzhod–zahod. Največja globina v sredini jezerske kotanje znaša približno 16 m, pri čemer je gladina le nekaj metrov nad morsko gladino, torej je večina jezera kriptodepresija. Daleč največji pritok je reka Polochic, ki priteče z zahoda, na skrajnem vzhodnem delu pa izteka Rio Dulce, ki se izliva v Karibsko morje.
Rio Dulce je plovna, zato je bilo jezero v kolonialnem času pomembno kot trgovska pot za pridelke z višavij zahodno od jezera. Španci so leta 1652 pri ustju reke postavili utrdbo za obrambo območja pred pirati. Kasneje so jo večkrat prezidali, zdaj pa je obnovljena kot narodni spomenik. Komercialni ribolov se v novejših časih osredotoča na morske ribe, odporne na nizko slanost, ki živijo v jezeru, kot je ostrižnjak vrste Centropomus undecimalis. Poleg tega so v okolici jezera kopali nikelj.